# Mantoura

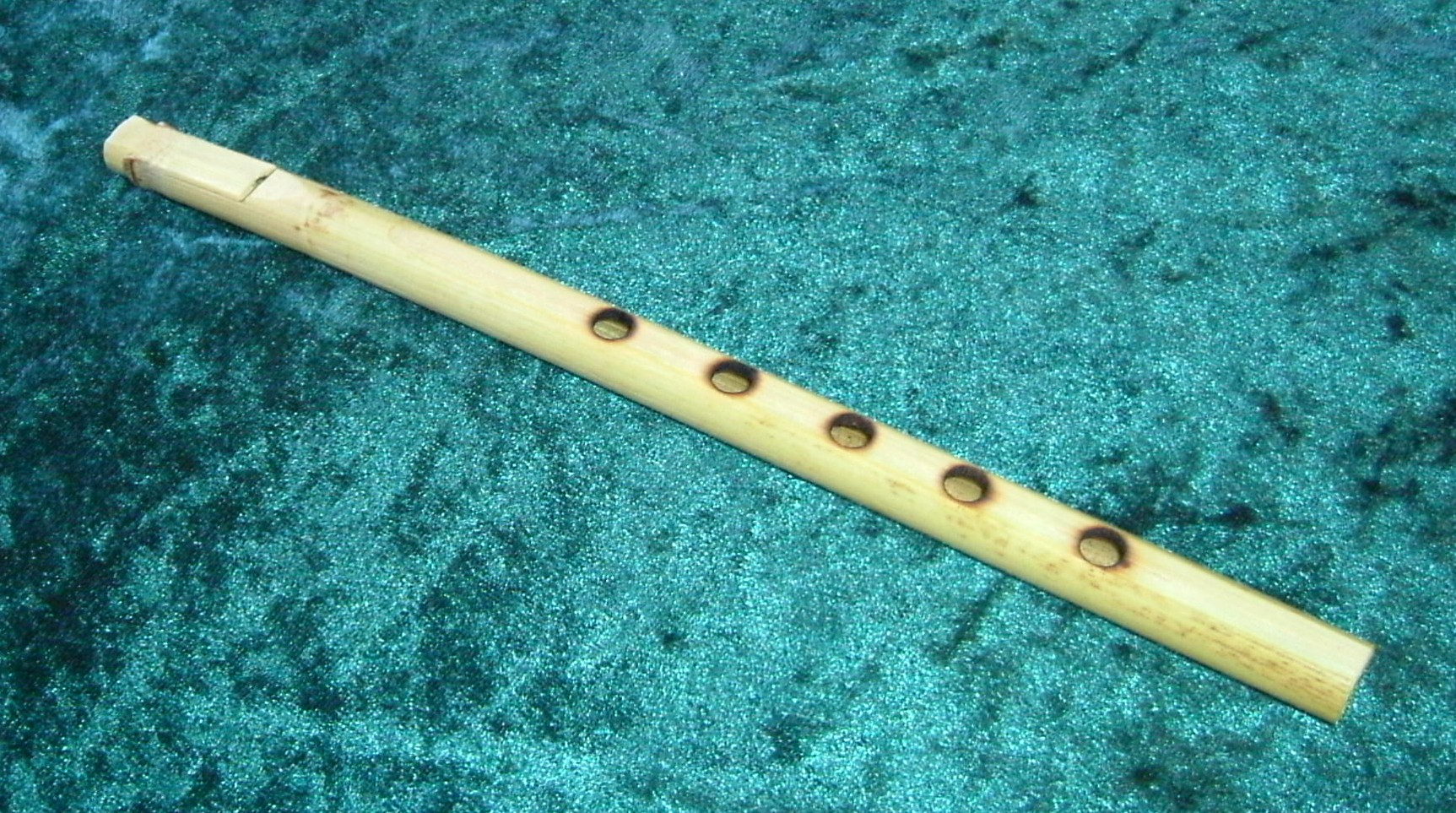
Mantoura, Rohrpfeife aus Kreta

Die Mantoura (griechisch μαντούρα mandoura, auch bandoura μπαντούρα  oder θιαμπόλι thiamboli) ist ein traditionelles kretisches Blasinstrument, und zwar eine einfache Rohrpfeife aus Pfahlrohr. Sie gehört zu den Einfachrohrblattinstrumenten.
Das obere Ende des Rohres ist durch einen Fruchtknoten verschlossen, das untere Ende ist offen. Unmittelbar am oberen Ende wird an der Seite, meist durch einen Schnitt von unten nach oben, eine Zunge eingeschnitten, die den Ton erzeugt (kataglottes Rohrblatt, integriertes Instrument). Das Rohrblatt wird beim Spielen ganz von der Mundhöhle umschlossen. Manchmal wird ein separates Rohrblatt mit geringerem Durchmesser in das Melodierohr eingesetzt, das ausgewechselt werden kann, wenn es verbraucht ist (nicht integriert).
Die Mantoura ist etwa 20 bis 30 Zentimeter lang. Auf der Vorderseite werden vier oder fünf Grifflöcher eingebrannt oder gebohrt (gelegentlich sechs).
Bis zum Zweiten Weltkrieg wurde in Rethymnon (Kreta) eine doppelte Mantoura verwendet, bei der zwei gleichartige Mantouren miteinander verbunden wurden (vgl. Midschwiz).
Die Bezeichnung Mantoura findet sich vor allem auf Kreta. Auf den anderen Inseln der Ägäis, wird sie monotsambouna (μονοτσαμπούνα) genannt (nach der Sackpfeife Tsambouna, die ein gedoppeltes Spielrohr mit Einfachrohrblättern hat).
Die Mantoura wurde traditionell bei den Hirten gespielt. Sie wird auch zum Üben für das Spiel auf der Tsambouna verwendet.